# Азизов, Гейдар Гусейн оглы
Гейдар Гусейн оглы Ази́зов (азерб. Heydər Hüseyn oğlu Əzizov; 1887, Ленкоранский уезд — ?) — советский азербайджанский табаковод, Герой Социалистического Труда (1949).

## Биография
Родился в 1887 году в селе Мусакуча Ленкоранского уезда Бакинской губернии (ныне Масаллинский район Азербайджана).
В 1935—1965 годах колхозник, звеньевой в колхозе имени Чапаева Масаллинского района Азербайджанской ССР. В 1948 году получил урожай табака сорта «Трапезонд» 25,4 центнера с гектара на площади 3 гектара. План по колхозу был выполнен на 252%.
Указом Президиума Верховного Совета СССР от 1 июля 1949 года за получение в 1948 году высоких урожаев табака Азизову Гейдар Гусейн оглы присвоено звание Героя Социалистического Труда с вручением ордена Ленина и золотой медали «Серп и Молот».
Активно участвовал в общественной жизни Азербайджана. Член КПСС с 1950 года.